# Дакараву

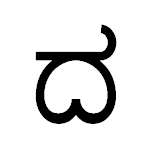
Дакараву

Дакараву (канн. ದಕಾರವು), ದ — да, буква алфавита каннада из четвёртой варги,  обозначает звонкий альвеолярный взрывной согласный /d/.
Кагунита: ದಾ, ದಿ, ದೀ, ದು, ದೂ, ದೃ, ದೆ, ದೇ, ದೈ, ದೊ, ದೋ, ದೌ .
Подстрочная форма написания дакараву (даотту) в сравнении с аналогичными подстрочными формами в телугу и кхмерском:

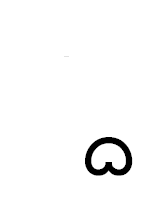
Даотту (подстрочная «да»)
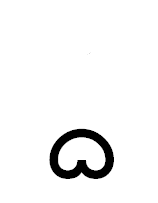
Даватту (телугу)
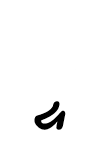
Тьенг то (кхмерский)